# Diomansy Kamara

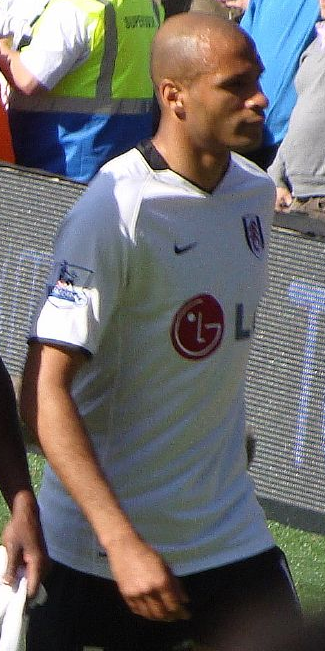
Diomansy Kamara

Diomansy Mehdi Moustapha Kamara, född 8 november 1980 i Paris, Frankrike, är en fransk-senegalesisk före detta fotbollsspelare som spelade som anfallare. Kamara har tidigare spelat för Red Star, Catanzaro, Modena, Portsmouth, West Bromwich, Fulham, Celtic, Leicester, Eskişehirspor, US Catanzaro och NorthEast United FC. Sedan debuten i det senegalesiska landslaget 2003 har han totalt spelat 51 landskamper och gjort 9 mål.